# Red Holzman
William "Red" Holzman (10 de agosto de 1920 - 13 de noviembre de 1998) fue un jugador y entrenador profesional de baloncesto, probablemente más conocido por haber dirigido a los New York Knicks campeones de la NBA en 1970 y 1973. Fue elegido para el Basketball Hall of Fame en 1986.

## Inicios
Nacido en Brooklyn, New York en 1920, Holzman jugó baloncesto en el Instituto Franklin K. Lane a mediados de los años 1930. Asistió al Universidad de Baltimore, y más tarde a City College of New York, donde jugó dos años hasta su graduación en 1942. Ese mismo año se enroló en la Armada de los Estados Unidos y jugó en el equipo de la base naval de Norfolk, Virginia, durante dos años.

## Carrera profesional
Tras la Armada firmó por Rochester Royals de la NBL, ganando el campeonato en su primera temporada. Se mantuvo en el equipo durante la mudanza a la NBA, y ganó el anillo en 1951. En 1953 dejó los Royals para firmar por Milwaukee Hawks como entrenador-jugador. En 1954, tras su retirada, continuó en el equipo como entrenador. Durante la temporada 1956–1957, Holzman lideró a los Hawks (por entonces en San Luis, Misuri) a 19 derrotas en los primeros 33 partidos, por lo que fue despedido. 
En 1957, Holzman se convirtió en asistente de New York Knicks por un periodo de diez años hasta 1967, tras lo cual se haría con las riendas del equipo hasta 1982. Su sustituto fue Willis Reed, previamente entrenado por el propio Holzman, aunque éste regresaría al banquillo neoyorquino para la temporada 1978–1979. Durante sus 15 años como técnico de los Knicks, Holzman ganó un total de 613 partidos, incluidos dos campeonatos en 1970 y 1973. En 1970 fue nombrado mejor entrenador del año.
Tras finalizar su carrera en la NBA, le diagnosticaron leucemia y murió en New Hyde Park, New York, en 1998.

## Estadísticas de su carrera en la NBA
|  | Denota temporadas en las que ganó un campeonato de la NBA |

### Temporada regular
| Año     | Equipo    | PJ  | MPP  | TC%  | TL%  | RPP | APP | PPP |
| ------- | --------- | --- | ---- | ---- | ---- | --- | --- | --- |
| 1948-49 | Rochester | 60  | –    | .326 | .611 | –   | 2.5 | 9.1 |
| 1949-50 | Rochester | 68  | –    | .330 | .686 | –   | 2.9 | 8.2 |
| 1950-51 | Rochester | 68  | –    | .326 | .726 | 2.2 | 2.2 | 7.3 |
| 1951-52 | Rochester | 65  | 16.4 | .280 | .718 | 1.6 | 1.8 | 4.1 |
| 1952-53 | Rochester | 46  | 8.5  | .255 | .711 | .9  | .8  | 2.2 |
| 1953-54 | Milwaukee | 51  | 12.7 | .330 | .658 | .9  | 1.5 | 3.8 |
| total   | total     | 358 | 13.0 | .317 | .682 | 1.5 | 2.0 | 6.1 |

### Playoffs
| Año   | Equipo    | PJ | MPP  | TC%  | TL%  | RPP | APP | PPP  |
| ----- | --------- | -- | ---- | ---- | ---- | --- | --- | ---- |
| 1949  | Rochester | 4  | –    | .450 | .833 | –   | 3.3 | 10.3 |
| 1950  | Rochester | 2  | –    | .333 | .500 | –   | .0  | 3.5  |
| 1951  | Rochester | 14 | –    | .408 | .676 | 1.4 | 1.4 | 6.1  |
| 1952  | Rochester | 6  | 10.8 | .200 | .167 | 1.0 | .3  | 1.2  |
| 1953  | Rochester | 2  | 7.0  | .200 | .250 | .5  | .5  | 1.5  |
| Total | Total     | 28 | 9.9  | .386 | .596 | 1.2 | 1.3 | 5.1  |